# Playa de Arenillas
La playa de Arenillas está situada en el municipio de Castro-Urdiales (Cantabria, España). Su denominación tradicional proviene de «Arna», no de «arena», por lo que su nombre originario es «Arnillas». Se trata de una pequeña playa que desaparece con la pleamar de las mareas más altas y en la bajamar deja un espacio precioso entre rocas cercado por un poderoso acantilado que conecta con la playa de Oriñón. Está frecuentada por nudistas.